# Maison de l'Élevage et du Charolais
La maison de l'Élevage et du Charolais est située en France dans la commune de Moulins-Engilbert, dans le département de la Nièvre en Bourgogne-Franche-Comté.
Créée le 7 août 1999, elle est la 4e maison à thème du réseau de l'écomusée du Morvan.

## Une maison tournée vers l'élevage et l'histoire
La maison de l'Élevage et du Charolais retrace l'histoire de l'agriculture du Morvan et de ses agriculteurs depuis le début du XIXe siècle afin de comprendre l'évolution des activités agricoles et du savoir-faire qui ont été déterminés par l'environnement local (nature des sols, réseau hydrographique dense, …).
On y découvre également l'évolution de la production agricole morvandelle à travers la vie des agriculteurs depuis l'Ancien Régime, notamment avec l'arrêt de l'élevage de la race bovine « rouge du Morvan » au profit de la Charolaise.
Un espace est aussi consacré à une vue plus contemporaine de l'agriculture en Morvan : traçabilité, nouvelles formes d'élevage de la race Charolaise, circuits de vente, …